# MOK Zagrzeb
MOK Zagrzeb – chorwacki męski klub siatkarski z Zagrzebiu. Mistrz Chorwacji (2009) i finalista Pucharu Chorwacji (2007).

## Historia
Klub powstał w 1976 roku jako OK Novi Zagreb. Od początku istnienia rozgrywek w niepodległej Chorwacji (tj. od sezonu 1991/1992) klub występował w najwyższej klasie rozgrywkowej. W sezonie 1992/1993 OK Novi Zagreb zajął 3. miejsce w 1. lidze. Po raz ostatni OK Novi Zagreb w 1. lidze wystąpił w sezonie 1997/1998, zajmując 4. miejsce.
Po przekształceniu klubu w MOK Zagrzeb od sezonu 2001/2002 męski zespół ponownie występował w 1. lidze. W sezonach 2008/2009 i 2009/2010 występował w lidze środkowoeuropejskiej, zajmując dwukrotnie 9. miejsce.
MOK Zagrzeb w najwyższej klasie rozgrywkowej po raz ostatni zagrał w sezonie 2012/2013.

## Osiągnięcia
- Mistrzostwa Chorwacji:
  -  1. miejsce: 2009
  -  2. miejsce: 2008
  -  3. miejsce: 1993
- Puchar Chorwacji:
  -  2. miejsce: 2007